# Theodor Creizenach
Theodor Creizenach (Magonza, 17 aprile 1818 – Francoforte sul Meno, 6 dicembre 1877) è stato uno storico della letteratura e poeta tedesco.

## Biografia
Studiò antichità classiche a Giessen, Gottinga e Heidelberg, successivamente si trasferì a Parigi come tutore della casa di Aaron Anselm Rothschild. Al suo ritorno da Parigi nel 1842 Creizenach divenne insegnante nel Philanthropin ebreo di Francoforte sul Meno, e fu uno dei principali fondatori del Frankfurt Jewish Reform Verein nel 1854, tuttavia, abbandonò la fede dei suoi padri e abbracciò il cristianesimo. Creizenach fu nominato insegnante del liceo civico di Francoforte nel 1859 e nel 1863 divenne professore di storia e letteratura presso il ginnasio di Francoforte.
Nel mondo letterario attirò l'attenzione con la sua poesia: Dichtungen, Francoforte, 1839; e Gedichte, Francoforte, 1848; 2 ed., 1851. Fu un amico di Goethe dal quale pubblicò con Marianne von Willemer, un'opera intitolata Der Briefwechsel Zwischen Goethe und Marianne von Willemer , 2ª ed., Stoccarda, 1878.
In collaborazione con Oskar Jäger si occupò della nuova edizione di Weltgeschichte, di Friedrich Christoph Schlosser, 1870 e seguenti; e in collaborazione con Otto Müller curò il Das Frankfurter Museum.